# Перфугас
Перфугас (итал. Perfugas) је насеље у Италији у округу Сасари, региону Сардинија.
Према процени из 2011. у насељу је живело 2085 становника. Насеље се налази на надморској висини од 92 м.

## Становништво
Према резултатима пописа становништва 2011. у општини је живело 2.415 становника.
| 1931. | 1936. | 1951. | 1961. | 1971. | 1981. | 1991. | 2001. | 2011. |
| ----- | ----- | ----- | ----- | ----- | ----- | ----- | ----- | ----- |
| 1.869 | 2.079 | 2.723 | 2.777 | 2.390 | 2.531 | 2.489 | 2.488 | 2.415 |